# Vicugna pacos
La alpaca (del quechua allpaqa, paqu o a veces paqucha, a través del aimara allpaqa) (Vicugna pacos) es una especie doméstica de mamífero artiodáctilo de la familia Camelidae. Evolutivamente está emparentada con la vicuña, aunque en las poblaciones actuales hay una fuerte introgresión genética de la llama (Lama glama). Su domesticación se viene realizando desde hace miles de años. Podemos encontrar restos arqueológicos de la cultura mochica del Perú con representaciones de alpacas.

## Nombre y etimología
Del aimara alpaqa y esta del quechua p'aku que significa rubio.

## Parentesco y nombre científico

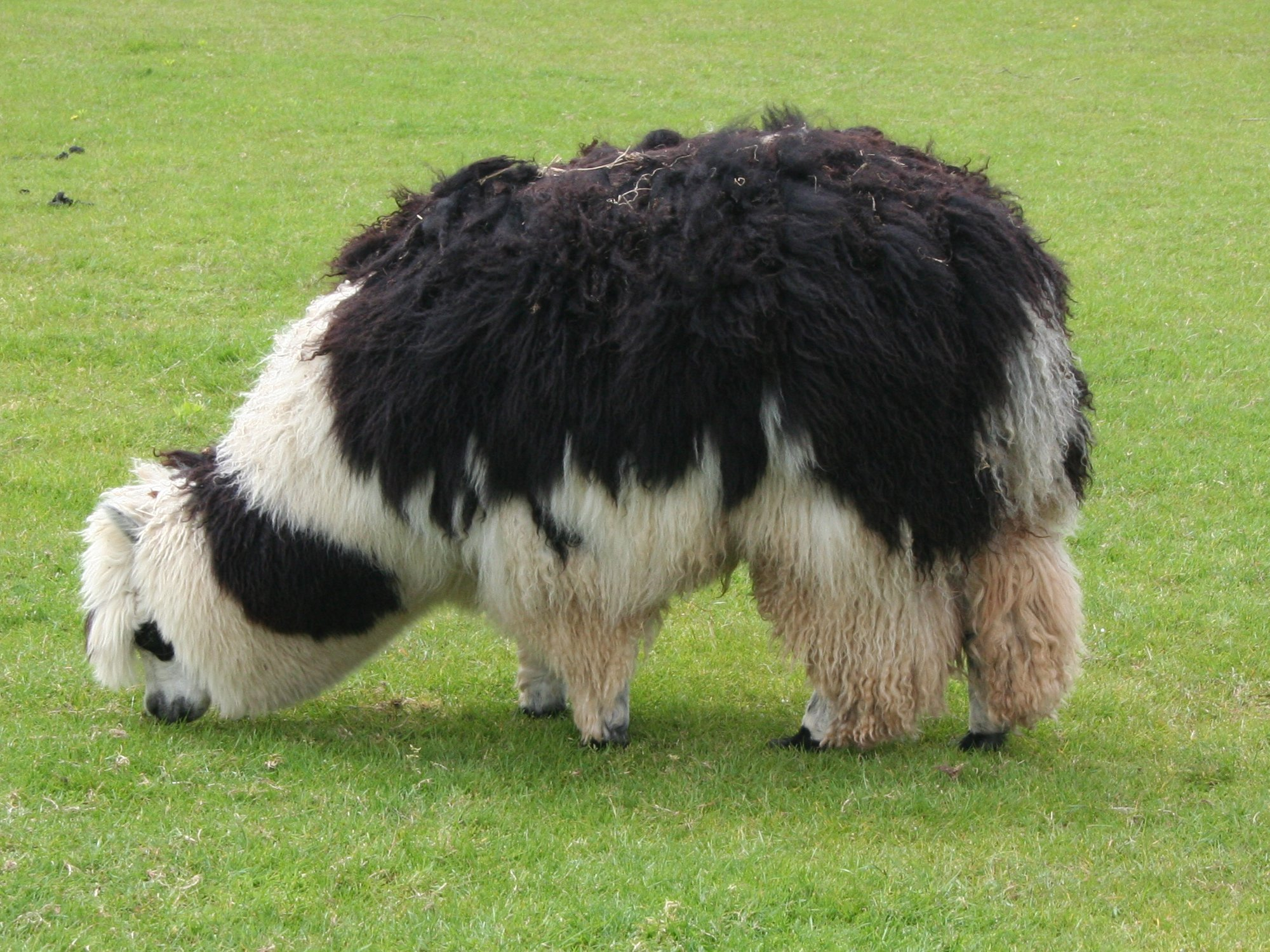
Alpaca.

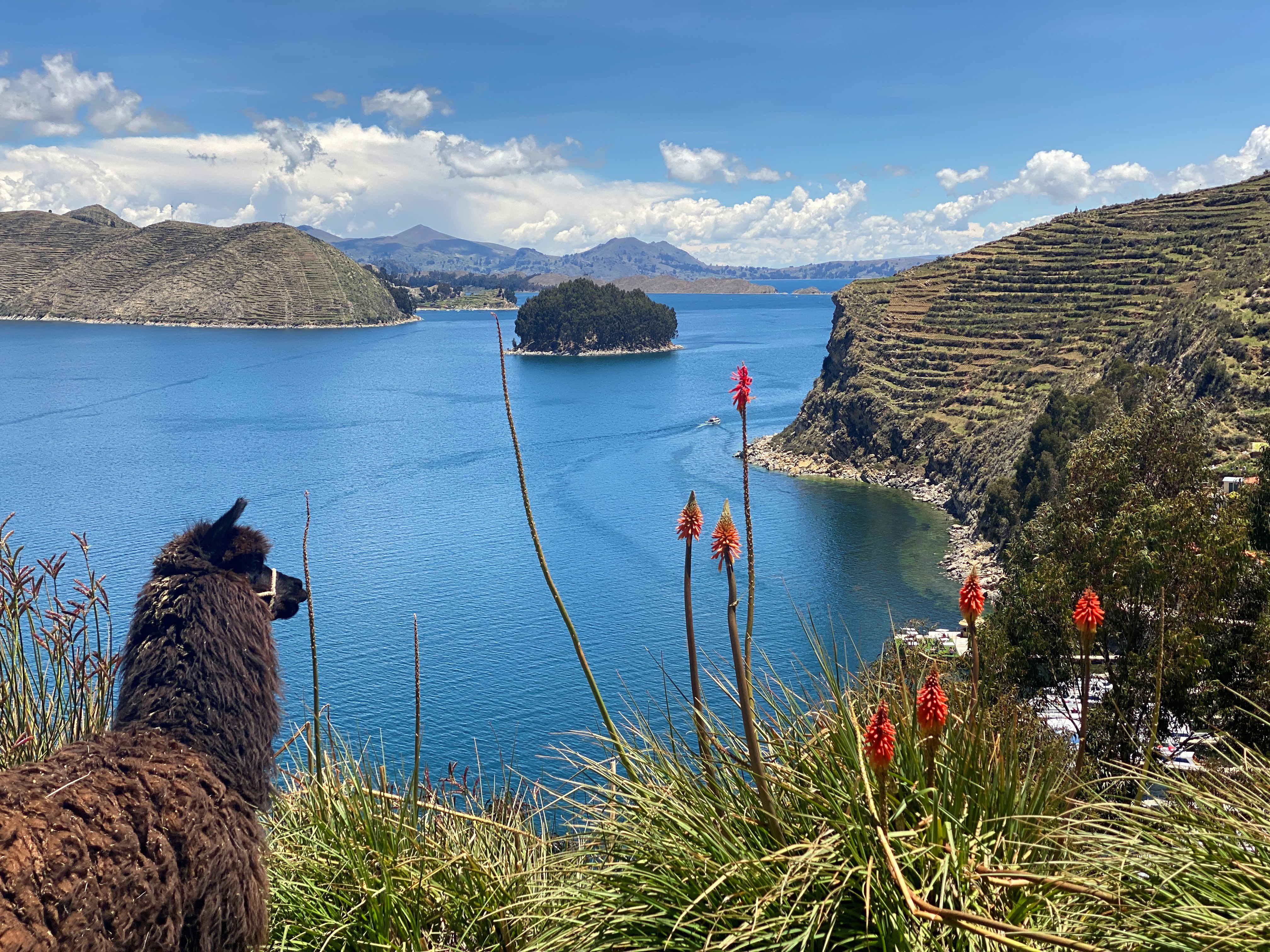
Una alpaca domesticada sobre el lado boliviano del lago Titicaca

Las relaciones entre la alpaca y los demás camélidos sudamericanos han sido controvertidas durante muchos años. En los siglos XVIII y XIX, cuando recibieron nombres científicos, se creía que la alpaca era descendiente del guanaco (Lama guanicoe), y fue denominada por ello Lama pacos, ignorándose sus similitudes con la vicuña, tanto en tamaño, como en la lana y la dentición. Su clasificación se complicó tras comprobarse que las cuatro especies de camélidos suramericanos pueden cruzarse entre sí y dar descendencia fértil. No fue hasta el siglo XXI que, gracias al desarrollo de las técnicas de análisis de ADN pudo demostrarse finalmente que la alpaca y la vicuña están estrechamente relacionadas, y que el nombre científico correcto es Vicugna pacos. A pesar de ser dos especies diferentes estudios filogenéticos utilizando ADN mitocondrial y nuclear han encontrado evidencia de introgresión genética de la llama en el genoma de la alpaca.

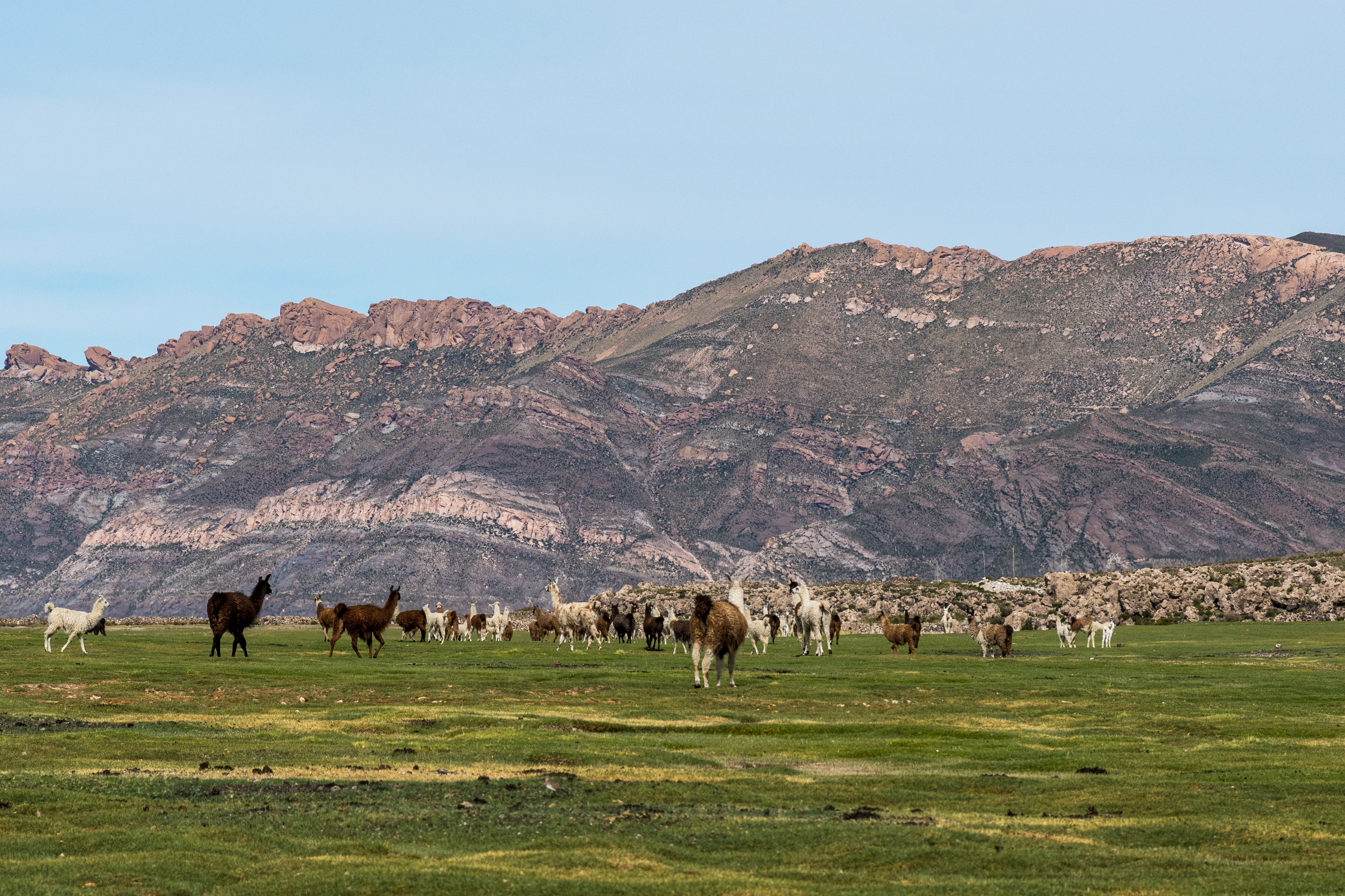
Rebaño de alpacas en el altiplano, Bolivia.

## Distribución
Se distribuyen en puntas —rebaños o manadas— numerosas que pastan todo el año en la puna y las mesetas de los Andes, el norte de Argentina, el oeste de Bolivia, noreste de Chile, desde Ecuador y en los Andes del Perú, país que posee la principal población de esta especie con más del 80% de la población mundial: Las alpacas viven siempre a una altitud aproximada de 3500 a 5000 m s. n. m. Desde finales del siglo XX, la alpaca ha sido introducida a países lejanos de su centro de origen como Estados Unidos, Europa, Australia y Nueva Zelanda, donde existen criadores de esta especie.

## Características

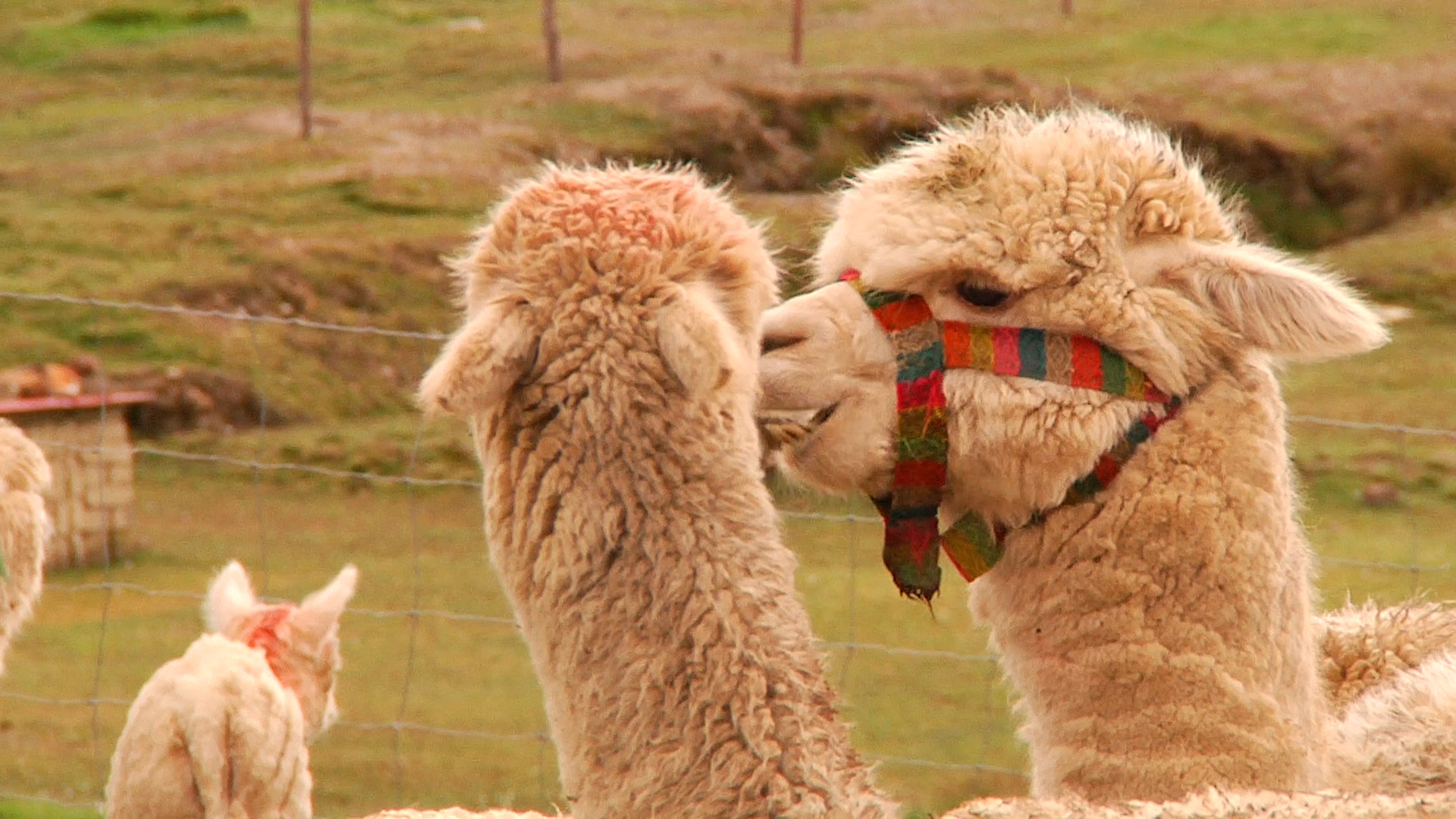
Jaynacho en comunidad de Accocunca, Ocongate, Cusco

Las alpacas pesan entre 45 y 77 kg y su altura de la cruz es de 90 cm, superadas en dimensiones levemente por la vicuña, su ancestro. La estatura de la alpaca es considerablemente menor que aquella de la llama. Junto con otros camélidos, la alpaca comparte el hábito de escupir, el cual es utilizado para mostrar agresividad o como método de defensa.

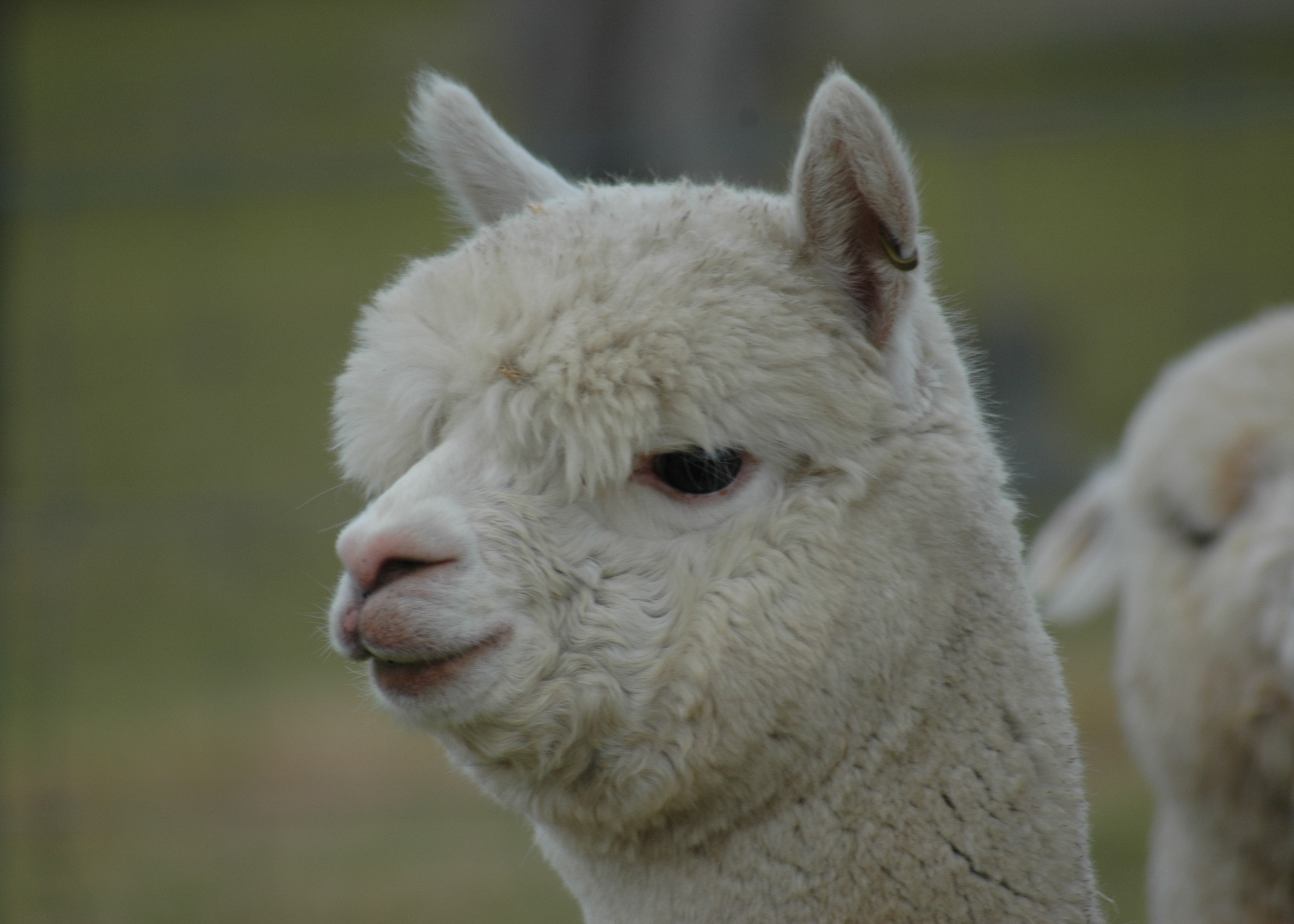
Detalle de la cabeza.

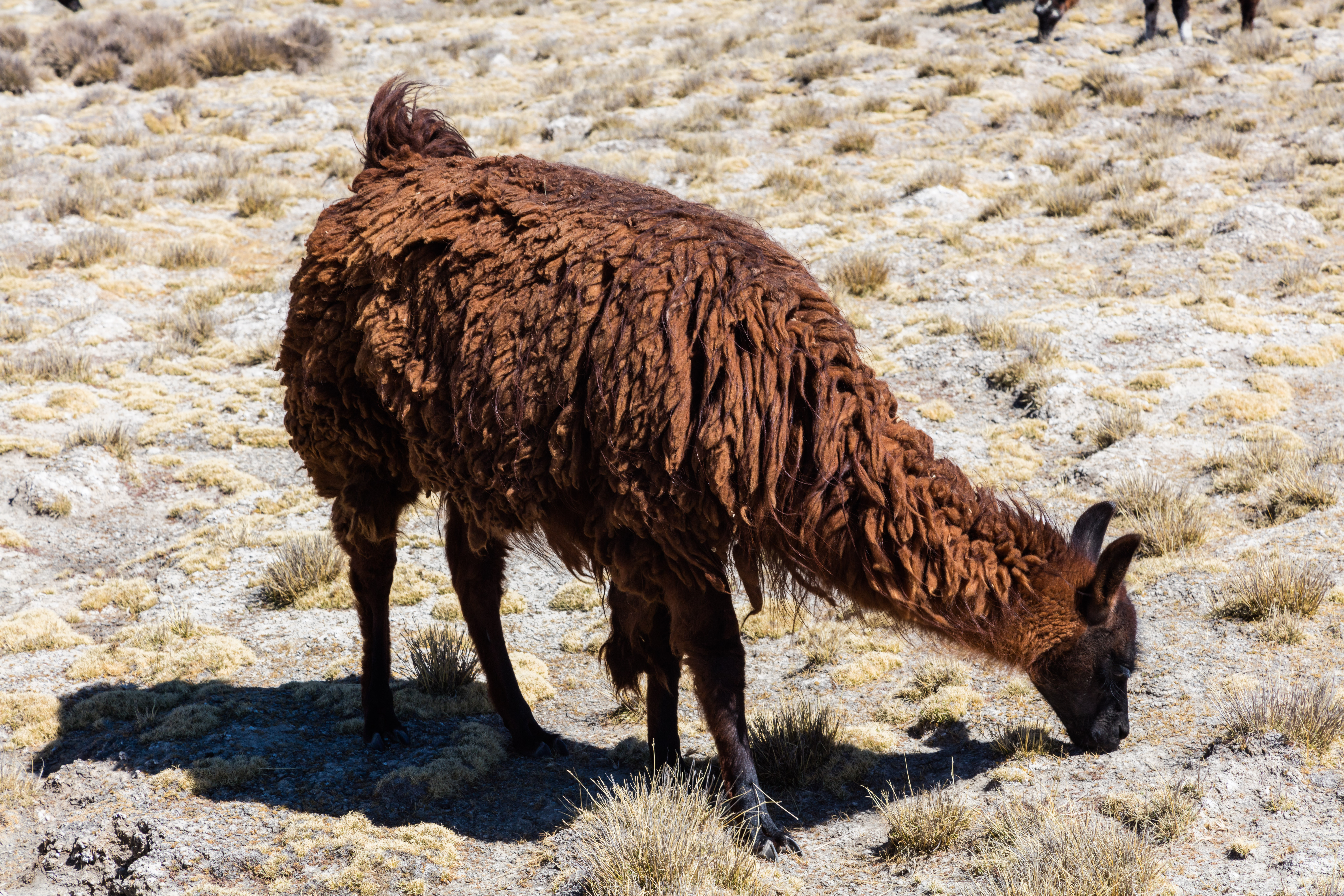
Ejemplar salvaje.

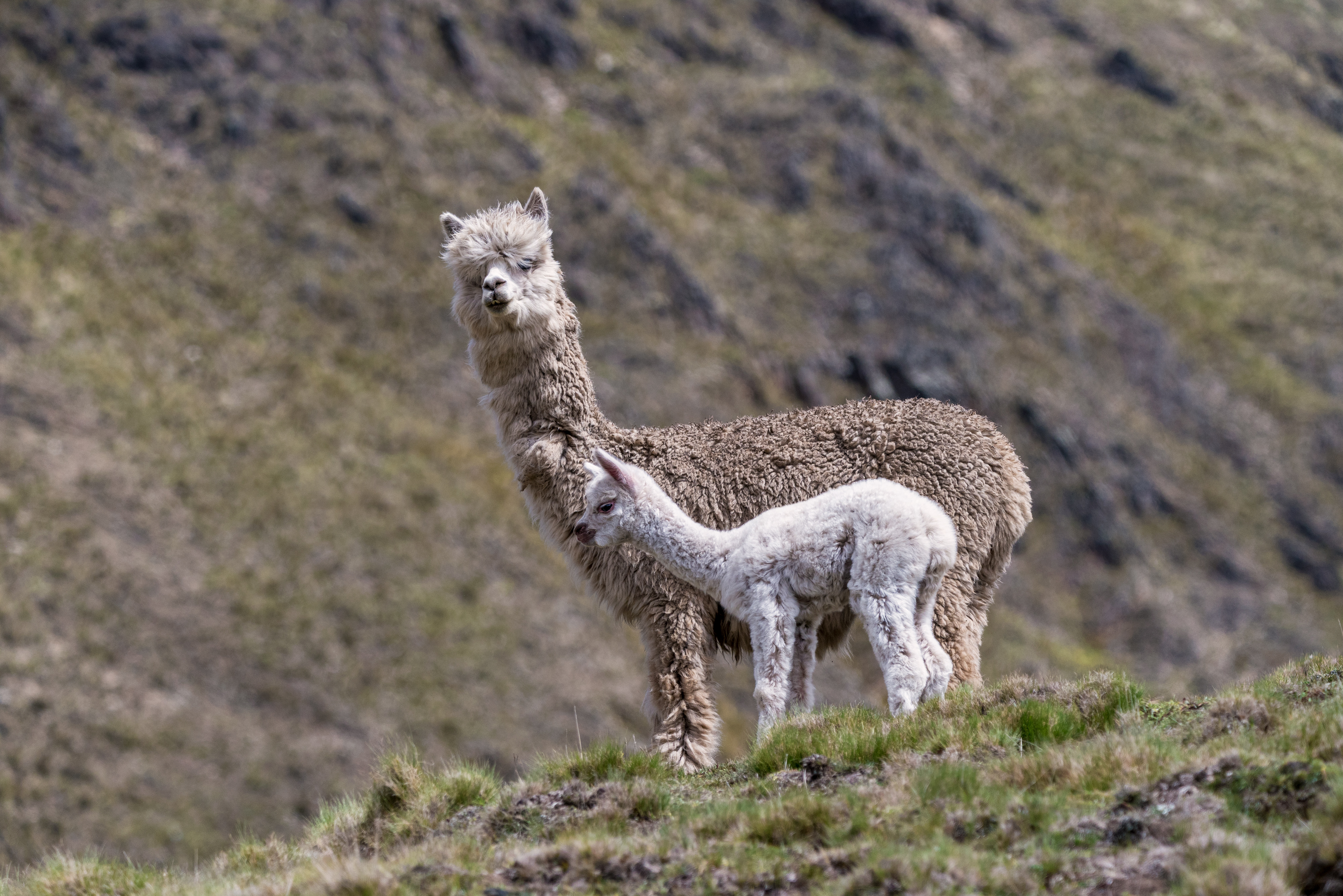
Alpaca (Vicugna pacos) y su cría.

A diferencia de las llamas, las alpacas no se utilizan como animales de carga. Estas han sido seleccionadas para la producción de fibra, cuyo diámetro varía de 12 a 28 micrómetros, las cuales son muy utilizadas para confeccionar prendas de excelente calidad. Otras características seleccionadas en la alpaca, son aquellas relacionadas con los genes del olfato y de la resistencia a la hipoxia.

## Razas
Existen dos razas de alpaca, las que se diferencian por las características externas de su fibra. 
Huacaya
La fibra de la huacaya crece en forma perpendicular al cuerpo de la alpaca, posee densidad, suavidad, lustre, rizos (crimp) que le confieren un aspecto esponjoso, las mechas de fibra son más cortas en comparación con la suri, con ausencia de suarda que es propio del ovino. 
Suri

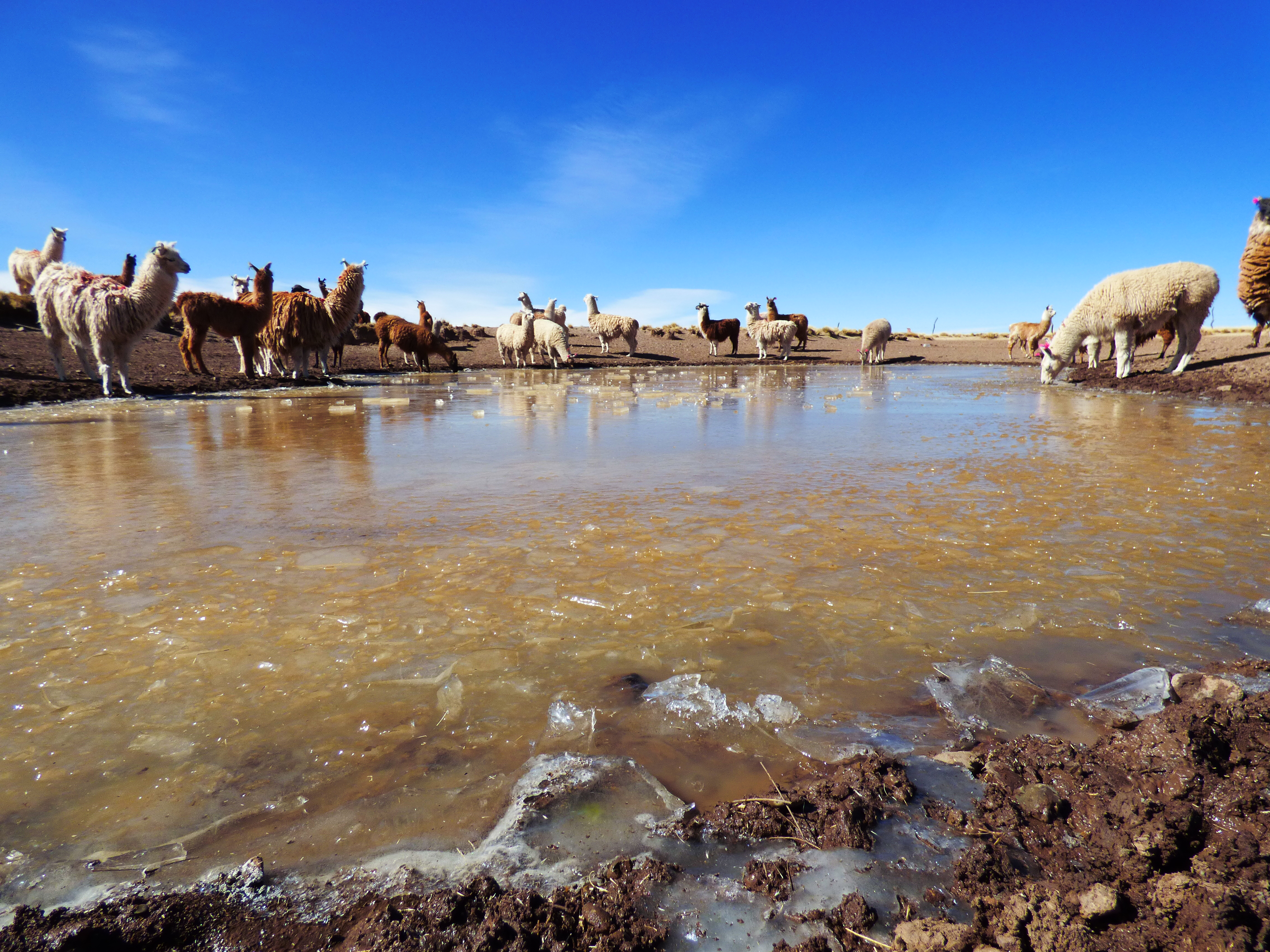
Alpacas (Vicugna pacos) y llamas (Lama glama) bebiendo en una fuente estacional de agua, Bolivia.

La fibra de la suri crece en forma paralela al cuerpo de la alpaca, formando rulos independientes a través de todo el cuerpo a manera de los flecos del mantón de las mujeres altoandinas, posee densidad, suavidad, y lustre mucho más notorios que en la de la huacaya, confiriéndole un aspecto sedoso y brillante.

## Usos
Las telas de lana de alpaca más preciadas son las llamadas baby alpaca y provienen de la primera esquila de este animal. 
Las cuatro especies de animales sudamericanos autóctonos y productores de fibra son: llama, alpaca, el guanaco y la vicuña. La alpaca y la vicuña son los animales más valiosos por su lana: la alpaca a causa de la calidad y la cantidad de lana (fibra), y la vicuña a causa de la alta calidad de su fibra (suavidad y fineza) y su escasez en el mercado. La fibra de guanaco es levemente inferior a la de vicuña, pero es un poco más abundante.

### Telas y productos

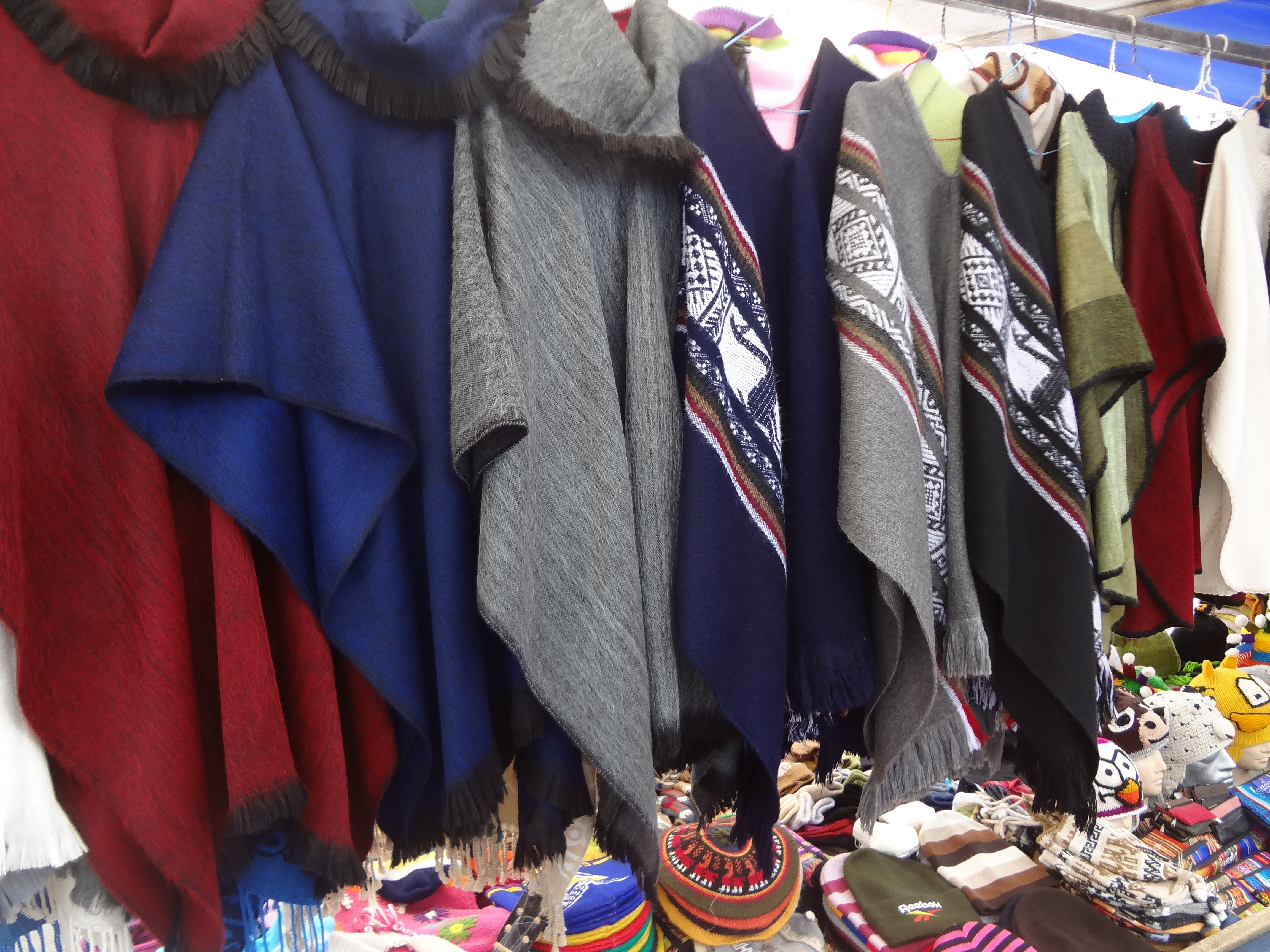
Ponchos de alpaca en el Mercado Artesanal de Otavalo, Ecuador.

Los productos que se pueden hacer con la fina tela de la alpaca son:
- Ponchos
- Bufandas
- Chalecos
- Chompas
- Colchas

### La alpaca como símbolo patrio
Estuvo representada en el escudo de Bolivia hasta el año 2004, fecha en que se la reemplazó por una llama. Ambos animales simbolizan la riqueza animal de dicho país. Históricamente, la alpaca estuvo representada desde el primer escudo de Bolivia.

## Población en Perú
| Población de alpacas Perú | Población de alpacas Perú |
| Año                       | Población Unidades        |
| ------------------------- | ------------------------- |
| 2010                      | 4 177 498                 |
| 2011                      | 4 322 258                 |
| 2012                      | 3 924 230                 |
| 2013                      | 3 978 290                 |
| 2014                      | 4 095 554                 |
| 2015                      | 4 318 374                 |
| 2016                      | 4 319 146                 |

La distribución a lo largo del Perú es la siguiente: el 47% en departamento de Puno, 14,1% en departamento de Cuzco, 10% en departamento de Arequipa, 6,3% en departamento de Huancavelica, 5,9% en departamento de Ayacucho, 5% en departamento de Apurimac, 3,4% en departamento de Moquegua, 2,9% en departamento de Pasco.[cita requerida]